# Chimarra camerunensis
Chimarra camerunensis är en nattsländeart som beskrevs av G. Marlier 1980. Chimarra camerunensis ingår i släktet Chimarra och familjen stengömmenattsländor. Inga underarter finns listade i Catalogue of Life.